# 林世美
林世美（韓語：임세미，1987年5月29日—），韓國女演員。2004年以SSAMZIE專屬模特開始活動，2005年通過KBS電視劇《玉林成長日記2》作為演員出道。

## 演出作品

### 電視劇
- 2005年：KBS《玉林成長日記2》飾演 林世美
- 2010年：SBS《南瓜花純情》飾演 吳孝萱
- 2011年：MBC《你為我著迷》飾演 車寶雲
- 2013年：SBS《那年冬天風在吹》飾演 孫美羅
- 2013年：MBC《Two Weeks》飾演 吳美淑
- 2013年：MBC《帝王之女守百香》飾演 恩惠王后
- 2013年：KBS2《Drama Special－煙雨的夏天》飾演 尹智莞
- 2014年：SBS《就要相愛》飾演 崔有莉
- 2014年：MBC《Drama Festival－我人生的惑》飾演 馨慈
- 2015年：TV朝鮮／tvN《偉大的故事－英子的全盛時代》飾演 京雅
- 2015年：KBS2《今天開始我愛你》飾演 尹勝慧
- 2016年：MBC《Goodbye Mr. Black》飾演 車智秀
- 2016年：MBC《購物王路易》飾演 白瑪麗
- 2017年：KBS2《完美的妻子》飾演 鄭娜美
- 2017年：MBC《Two Cops》飾演 高奉淑
- 2018年：tvN《想暫停的瞬間：About Time》飾演 裴秀奉
- 2018年：tvN《陽光先生》
- 2018年：MBC《我身後的陶斯》飾演 劉智妍
- 2020年：JTBC《天氣好的話，我會去找你》飾演 金寶英
- 2020年：tvN《女神降臨》飾演 任熙靜
- 2022年：wavve《危機的X》飾演 美珍
- 2022年：JTBC《The Empire：法之帝國》飾演 尹恩美
- 2023年：Disney+《恶中之恶》飾演 劉宜貞
- 2023年：TVING《放学后战争活动》飾演 朴恩英
- 2024年：MBC《美好世界》飾演 韓宥利
- 2024年：Netflix《政壇旋風》飾演 徐靜妍
- 2025年：tvN《那傢伙是黑炎龍》饰演 徐荷珍
- 2025年：SBS《TRY：我們成為奇蹟》[1]飾演 裴怡智

### 電影
- 2007年：《蒙面達虎》飾演 崔會長的女兒
- 2019年：《錢力遊戲》飾演 睿智
- 2022年：《觉醒》飾演 韩素珍

### 舞台劇
- 2014年：《盜賊日記》飾演 馬熙珍
- 2014年：《他和她的星期四》飾演 鄭延玉
- 2021年：《完美的他人》飾演 比安卡

## 獎項榮譽
- 2016年：MBC演技大獎－迷你劇部門 女子黃金演技獎《購物王路易》

## 外部連結
- 林世美的Instagram帳戶
- YouTube上的林世美頻道
- 林世美在NAVER上的资料